# Liste des règnes africains les plus longs
 (janvier 2020).
- Si vous ne connaissez pas le sujet, laissez ce bandeau (vous pouvez alors contacter les auteurs).
- Si vous supprimez le contenu mis en cause (vous pouvez préalablement contacter les auteurs),

argumentez précisément cette suppression dans la page de discussion
(un manque de référence n'est pas un argument ; une recherche réelle de référence doit avoir été effectuée, être formellement documentée).
 (janvier 2020).
Si vous disposez d'ouvrages ou d'articles de référence ou si vous connaissez des sites web de qualité traitant du thème abordé ici, merci de compléter l'article en donnant les références utiles à sa vérifiabilité et en les liant à la section « Notes et références ».
Il est assez difficile de donner une liste bien établie des plus longs règnes de souverains africains, en raison des nombreux royaumes dits traditionnels d'Afrique Noire et de la difficulté à déterminer s'il faut considérer une chefferie héréditaire comme une monarchie. En outre, l'histoire des royaumes africains est souvent mal connue et les dates des règnes ne sont pas toujours bien déterminées.
Néanmoins, concernant des souverains africains ayant régné assez longuement depuis la fin de l'époque moderne et le commencement de l'époque contemporaine, on peut relever les monarques suivants :

## Liste
Selon la tradition orale, Mohammed-Ainla-Lamuye aurait été l’Oluwo d’Iwo ayant régné le plus longtemps, son accession au pouvoir étant située au début du XVIIIe siècle. Il aurait ainsi occupé le trône pendant plus de 89 ans, ce qui ferait de son règne l’un des plus longs de l’histoire africaine. Toutefois, cette durée exceptionnelle est contestée. Le missionnaire américain William H. Clarke, de passage à Iwo en 1856, mentionne dans ses mémoires des entretiens avec l’Oluwo, dont il ne précise pas le nom. Il décrit un souverain âgé et infirme ayant délégué une grande partie de ses responsabilités à son chef de guerre. Ce monarque peut être identifié comme Ogunmakinde Ande. Si cette hypothèse est correcte, et si Ogunmakinde Ande est décédé peu après la visite de Clarke, alors le règne de Mohammed-Ainla-Lamuye n’aurait pas excédé 50 ans.
| Nom                                         | Titre                                 | Pays                             | Début de règne                             | Fin de règne      | Durée                     |
| ------------------------------------------- | ------------------------------------- | -------------------------------- | ------------------------------------------ | ----------------- | ------------------------- |
| Mohammed-Ainla-Lamuye                       | Oluwo d'Iwo                           | Nigeria                          | 1816 (selon traditions orales) ou ca. 1850 | 1906              | Entre 50 et 89 ans        |
| Deido Ier Eyum-Ebele                        | Roi de Bonebela                       | Cameroun                         | 1804                                       | 1876              | Plus de 71 ans            |
| Mbah II                                     | Fon de Batibo                         | Cameroun                         | 1936                                       | 2006              | Plus de 69 ans            |
| Bakar (+1905)                               | Émir d'Abakak (Taganit)               | Mauritanie                       | 1836                                       | 1905              | Plus de 68 ans            |
| Togbi-Letsa-Gbagba                          | Awoamefia d'Anlo                      | Ghana                            | 1810                                       | 1878              | Plus de 67 ans            |
| Othman III                                  | Sultan de Majeerteen                  | Somalie                          | 1860                                       | 1927              | Plus de 66 ans            |
| Happi Ier                                   | fon de Bana                           | Cameroun                         | 1865                                       | 1925              | Plus de 64 ans            |
| Khosetoane-Modjadji III (1869-1959)         | Reine des Balobedu                    | Afrique du Sud                   | 1896                                       | 1959              | Plus de 62 ans            |
| Mohamud-Ali-Shire                           | Sultan de Warsangali                  | Somalie                          | 1897                                       | 1960              | Plus de 62 ans            |
| Dika Mpondo Akwa III (1836-1916)            | Roi de Douala-Bonaku                  | Cameroun                         | 1853                                       | 1914              | Plus de 60 ans            |
| Sobhuza II (1899-1982)                      | Roi du Swaziland                      | Swaziland                        | 22 décembre 1921                           | 21 août 1982      | 60 ans 7 mois et 30 jours |
| Bouba Ndjida (1798 - 1866)                  | Sultan du Lamidat de Rey-Bouba        | Cameroun                         | 1804                                       | 1864              | Plus de 59 ans            |
| Tsimiharo Ier (+1882)                       | Roi d'Antakarana                      | Madagascar                       | 1822                                       | 1882              | Plus de 59 ans            |
| Hailé Sélassié Ier                          | Régent puis Negusse Negest d'Éthiopie | Éthiopie                         | 27 septembre 1916                          | 12 septembre 1974 | 57 ans et 350 jours       |
| Galabe III                                  | Fon de Balikumbat                     | Cameroun                         | 1920                                       | 1977              | Plus de 56 ans            |
| Ntare IV Rugamba (1794-1852)                | Roi du Burundi                        | Burundi                          | 1795                                       | 1852              | Plus de 56 ans            |
| Kabongo-Kumwimba-Tshimbu (+1946)            | Roi de Kabongo-Louba                  | République démocratique du Congo | 1889                                       | 1946              | Plus de 56 ans            |
| Bell Ier Bebe-Belle (1768-1848)             | Roi de Douala-Bonanjo                 | Cameroun                         | 1792                                       | 1848              | Plus de 55 ans            |
| Mwezi IV Gisabo (1840-1908)                 | Roi du Burundi                        | Burundi                          | 1852                                       | 21 août 1908      | Plus de 55 ans            |
| Idris (1859-1935)                           | Sultan de Dar-Qimr                    | Soudan                           | 1879                                       | 1935              | Plus de 55 ans            |
| Moulay Ismail                               | Sultanat du Maroc                     | Maroc                            | 1672                                       | 1727              | Plus de 55 ans            |
| Dukamo                                      | tato de Bosha                         | Éthiopie                         | 1790                                       | 1845              | Plus de 54 ans            |
| Aduhene Ier Kogywabour                      | Omanhene de Sefwi-Wiawso              | Ghana                            | 1790                                       | 1845              | Plus de 54 ans            |
| Abdul-Rahman (1881-1966)                    | Émir de Daura                         | Nigeria                          | 1911                                       | 1966              | Plus de 54 ans            |
| Happi II                                    | Fon de Bana                           | Cameroun                         | 1925                                       | 1980              | Plus de 54 ans            |
| Tume-Ntani II (v.1924-2007)                 | Fon de Nkar                           | Cameroun                         | 1952                                       | 2007              | Plus de 54 ans            |
| Natte-Rugamba Ier                           | Mwami de Banyarwanda                  | République démocratique du Congo | 1796                                       | 1850              | Plus de 53 ans            |
| Aba-Jiffar II (1861-1932)                   | Moti de Djimma                        | Éthiopie                         | 1878                                       | 1932              | Plus de 53 ans            |
| Kadhumbula-Nadiope III (1911-1975)          | Omukama de Bugabula (Busoga)          | Ouganda                          | 1913                                       | 1967              | Plus de 53 ans            |
| Mohammedu-Gana (v.1881-1976)                | Émir de Fika                          | Nigeria                          | 1922                                       | 1976              | Plus de 53 ans            |
| Goodwill Zwelithini kaBhekuzulu (1948-2021) | Roi de la nation zouloue              | Afrique du Sud                   | 1968                                       | 2021              | 52 ans 5 mois 23 jours    |
| Abdullahi III Maikano (1920-2001)           | Émir de Wase                          | Nigeria                          | 1948                                       | 2001              | Plus de 52 ans            |
| Naweeji II Ditende (+1852)                  | Empereur des Lounda                   | République démocratique du Congo | 1800                                       | 1852              | Plus de 51 ans            |
| Nti-Kifata                                  | Reine de Lyangalile (Tanganyika)      | Tanzanie                         | 1910                                       | 1962              | Plus de 51 ans            |
| Mwambutsa IV (1912-1977)                    | Roi du Burundi                        | Burundi                          | 30 novembre 1915                           | 8 juillet 1966    | 50 ans 7 mois et 8 jours  |